# Roland Rino Büchel

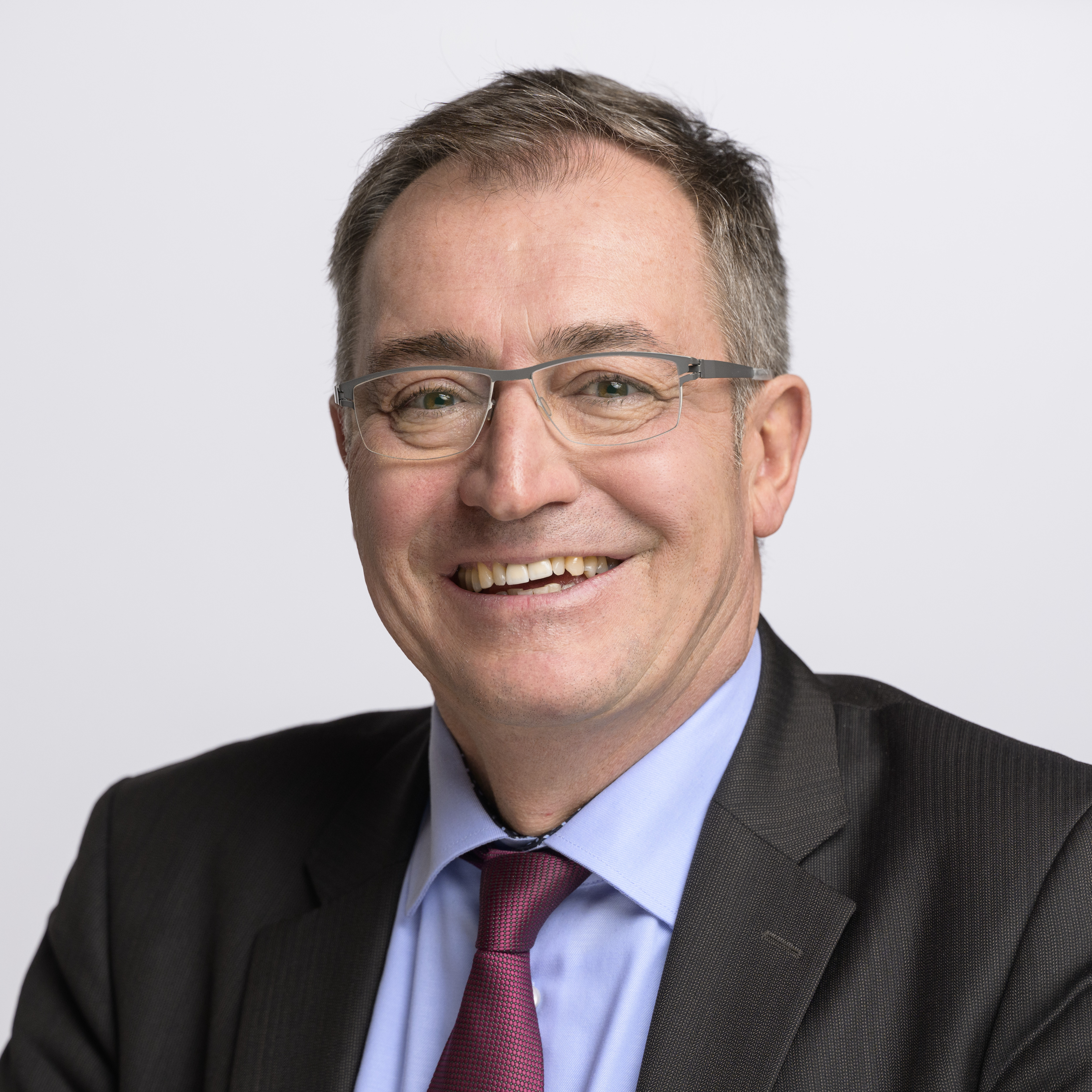
Roland Rino Büchel (2023)

Roland Rino Büchel (* 8. Oktober 1965 in Altstätten; heimatberechtigt in Rüthi) ist ein Schweizer Politiker (SVP) aus Oberriet. Büchel ist seit 2010 Mitglied des Nationalrats. Er ist bekannt für seine frauen- und fremdenfeindlichen Ansichten und teilt diese gern öffentlich mit.

## Politik
Roland Rino Büchel wurde 2004 in den St. Galler Kantonsrat gewählt. Bei der Nationalratswahl 2007 erreichte er den ersten Ersatzplatz der St. Galler Liste der SVP. Mit dem Rücktritt von Jasmin Hutter konnte er am 1. März 2010 in den Nationalrat einziehen. Bei den Parlamentswahlen 2011 und 2015 wurde er im Amt bestätigt. Am 26. Juni 2019 wurde er von der SVP Kanton St. Gallen als Kandidat für die Ständeratswahl 2019 nominiert. Er erreichte im ersten und zweiten Wahlgang den dritten Platz, womit er nicht gewählt wurde. Im Nationalrat hat er (Stand April 2022) Einsitz in der Aussenpolitischen Kommission und ist Mitglied des Büros des Nationalrates, der Delegation beim Europarat sowie der Delegation für die Beziehungen zum Landtag des Fürstentums Liechtenstein. Zudem ist er Mitglied der parlamentarischen Gruppen Auslandschweizer, Berufsbildung, Bildung, Forschung und Innovation, Fanpolitik in der Schweiz, Für ein freiheitliches Waffenrecht, Inlandbanken, Italianità, Kultur, Rock/Pop im Bundeshaus, Sport, Textilwirtschaft, Wasserstoff, Wirtschafts- und währungspolitischer Arbeitskreis sowie Wohn- und Grundeigentum.

## Leben
Neben seinem Nationalratsmandat arbeitet Büchel als selbstständiger Sportmanager. Er verantwortete von 1992 bis 1999 das Sponsoring der Schweizerischen Käseunion. Danach war er bis 2002 Manager bei der Sportmarketingfirma ISL und beim FIFA-Marketing. Später entwickelte er sich zu einem Kritiker der FIFA-Strukturen.
Büchel ist ledig und hat ein Kind.